# Port Davey
Port Davey ist eine Bucht an der Südwestküste des australischen Bundesstaates Tasmanien.

## Lage
Die Bucht liegt an der Südwestecke der Insel Tasmanien im Westteil des Southwest-Nationalparks. Der nördliche Teil der Bucht, die weit ins Land vorstößt, heißt Payne Bay. Dort mündet von Norden der Davey River. Westlich anschließend an die Payne Bay liegt das kleinere James Kelly Basin. Im Osten zweigt vom Port Davey ein natürlicher, ca. 12 km langer Kanal ab, der den Bathurst Harbour an die Bucht anbindet.
All diese Buchten sind vom Seegang der Roaring Forties geschützt, der an die Süd- und Westküste Tasmaniens brandet. Das Gebiet liegt innerhalb der Melaleuca to Birchs Inlet Important Bird Area, einem Vogelschutzgebiet internationalen Ranges.
Das gesamte Gebiet um die Buchten ist vollständig vom Nationalpark umgeben und, bis auf ein paar Einsiedler in der Vergangenheit, unbesiedelt. Es ist nur von See her zu erreichen, da keine Straße dorthin führt. Über den Port Davey Track, einen Fernwanderweg, ist Port Davey mit dem Südufer des Lake Pedder im Norden und dem Huon River und dem South East Cape im Osten verbunden.

## Geschichte
Der französische Seefahrer Marion du Fresne war der erste Europäer, der die Bucht, die heute Port Davey heißt, im März 1772 beschrieb. Am 13. Dezember 1798, als Matthew Flinders an der Westküste Tasmaniens entlang segelte, erwähnte er du Fresnes kleine Skizze der Gegend und versuchte, sein Schiff Norfolk näher an die Küste zu steuern, um die auf du Fresnes Skizze verzeichnete Öffnung näher zu untersuchen. Auf Flinders’ erster Karte von Van Diemen's Land aus dem Jahre 1800 war die Öffnung deutlich vermerkt. James Kelly galt immer als Erster, der Port Davey entdeckte, aber Kelly kannte mit Sicherheit Flinders’ Karten und hatte sie auf seinen Reisen dabei.
Der Flugpionier Francis McClean organisierte und leitete eine Expedition zum Port Davey, um die Sonnenfinsternis am 9. Mai 1910 zu beobachten.

### Microfiche
- James Kelly (1791–1859). First discovery of Port Davey and Macquarie Harbour. Papers and Proceedings. Royal Society of Tasmania. Hobart (24. Dezember 1920). Microfiche: Canberra: National Library of Australia, Canberra ACT (2004), S. 160–181